# Жан IV де Шалон-Арле
Жан IV де Шалон-Арле (фр. Jean IV de Chalon-Arlay; ум. 25 апреля 1502, Лон-ле-Сонье) — принц Оранский, сеньор д’Арле и д’Аргёль с 1475 года, виконт Безансона.
Сын Гильома VII де Шалон-Арле и Екатерины Бретонской. Наследовал земли Арле, Аргёля, Тоннера и княжество Оранское. Позднее соединил в своих руках все земли дома Шалон-Арле, к которым прибавил владения ветви Шалон-Осер. Такая концентрация земель сделала его одним из самых богатых феодалов своего времени.

## Биография
Как и его отец, был недоволен решением герцога Бургундии о разделе владений дома Шалон-Арле между двумя линиями потомков Луи II, поэтому после гибели Карла Смелого перешел на сторону Людовика XI. Был назначен формальным командующим армией, посланной на завоевание обеих Бургундий.

Король воспользовался им, поскольку тот был могущественным сеньором и в графстве, и в герцогстве Бургундском, имел там много родственников и был любим жителями.— Филипп де Коммин, с. 204.
Благодаря содействию принца перед французами открыли ворота Дижон и остальные города и крепости герцогства, а также некоторые города графства. Принцу Оранскому были обещаны должности губернатора в обеих Бургундиях, а также возвращение крепостей, входивших в наследство его деда и переданных его дядьям, сеньорам де Шато-Гийон. Однако, заняв эти крепости, французы не отдали их Жану. Людовик XI полагал, что у принца Оранского не хватит смелости пойти теперь против него.
Король ошибался. Не получив обещанного, Жан в том же году перешел на сторону Марии Бургундской и был назначен наместником в графстве. Разгневанный Людовик обвинил его 7 сентября 1477 года в оскорблении величества и приговорил к вечному изгнанию. Принц ответил на это победой над французами при Маньи-сюр-л’Оньон.
В октябре 1477 года Людовик захватил Оранское княжество и передал его Филиппу фон Хохбергу, сеньору де Водевиль, внуку Гильома II Вьеннского и Алисы Шалонской, дочери Жана III де Шалон-Арле. Филипп признал сюзеренитет Франции и парламент Гренобля в качестве высшей юридической инстанции. Только 29 декабря 1483 года новый король Карл VIII снял арест с княжества, но отказался вернуть ему суверенитет.
В 1481 году Максимилиан Габсбург направил его в герцогство Бретань (Жан был племянником Франциска II Бретонского) для заключения договора о союзе. Принц Оранский принял активное участие в политической борьбе в герцогстве. В вопросе о выборе жениха для Анны Бретонской он отстаивал кандидатуру Максимилиана. Участвовал в безумной войне, и вместе с герцогом Орлеанским был взят в плен 28 июля 1488 в битве при Сент-Обен-дю-Кормье. Перешел на сторону французов и в 1489 году был послан Карлом VIII в Бретань, чтобы помешать браку Алена д’Альбре и Анны Бретонской, а также чтобы договориться с герцогиней о вводе в Бретань французских войск.
Поскольку Анна доводилась ему двоюродной сестрой, принц Оранский был одним из ближайших наследников герцогства (наряду с виконтом Жаном II де Роганом), вплоть до рождения дофинов Карла-Орланда, Карла, а затем Клод де Франс. Он был членом герцогского совета и в 1490—1491 годах отстаивал идею брака Анны с Максимилианом Австрийским. Был назначен капитаном Ренна и главным наместником.
Под давлением французов, осадивших Ренн, был вынужден начать в сентябре 1491 года переговоры о браке герцогини с Карлом VIII. Будучи свидетелем Анны на свадьбе 6 декабря, он отказался по брачному контракту от своих прав на Бретань за 100 тыс. ливров и пост наместника в герцогстве, который сохранял до самой смерти.
Участвовал в походе Карла VIII в Италию, поскольку король «ему очень доверял в военных делах». В 1499 году был одним из свидетелей при подписании брачного договора между Анной Бретонской и Людовиком XII. В награду за содействие король признал суверенитет Оранского княжества и выплатил принцу 50 тыс. ливров.

## Семья
1-й брак (24.10.1467): Жанна де Бурбон (ум. 1493), дочь Шарля I, герцога де Бурбона, и Агнессы Бургундской
2-й брак (01.1494): Филиберта Люксембургская (ум. 05.1539), графиня де Шарни, дочь Антуана де Люксембурга, графа де Бриенна, де Линьи и де Русси.
Дети:
- Клод де Шалон (1498—1521). Муж (05.1515): Генрих III, граф Нассау, сеньор Бреды (1483—1538)
- Клод де Шалон (1499—1500), сеньор д’Аргёль
- Филибер де Шалон